# Даніліна Лариса Михайлівна
Лариса Михайлівна Даніліна (нар. 23 березня 1938 року, в селі Гуляйполе Черкаської області, Українська РСР, СРСР) — радянська і російська актриса театру і кіно, майстер дубляжу. Озвучувала понад двісті радянських та іноземних фільмів. Заслужена артистка Російської Федерації (1993).

## Перші кроки
Після закінчення акторського відділення ВДІК (майстерня Козінцева-Скворцова) в 1962 році Лариса Даніліна почала зніматися в кінофільмах. Кілька років з 1969 року грала у складі «Театру кіноактора».
Одружилась з радянським режисером та філософом Євгеном Львовичем Шифферсом (1934—1997).

## Актриса
Перша головна роль — Марет, у короткометражному фільмі «Сліди стираються з каміння» (1959)
Разом з Глібом Стриженовым в одній з головних ролей у фільмі «Сорок хвилин до світанку» (1963)
Виконавиця головної ролі Люби у фільмі «Першоросіяни» (рос. «Первороссияне»; 1967). Фільм Євгена Шифферса згодом був заборонений до показу і його відновлена версія вперше побачила світ у 2009 році.
З помітних ролей Лариси Даніліна можна відзначити образ Наташі у фільмі «Ад'ютант його високоповажності».

## Майстриня дубляжу
Перша відома робота в дубляжі у Лариси Даніліної відбулася в 1962 році, коли вона дублювала Моніку Вітті у фільмі Мікеланджело Антоніоні «Затемнення» (режисер дубляжу Галина Водяницька).
Потім Лариса Даніліна озвучувала Елізабет Тейлор у фільмі «Клеопатра» (1963). Серену Вергано в ролі Бланкі в фільмі «Нехай говорять» (1968). Інгрід Бергман в «Кольорі кактуса» (1969). Клаудія Кардинале у фільмі «Червоний намет» (1969). Софі Лорен у фільмі «Соняшники» (1970). Пратіму Деві в індійському фільмі «Зіта і Гіта» (1972). Ванессу Редгрейв у фільмі «Убивство у „Східному експресі“» (1974). Ракель Велч у фільмі «Потвора» (1977). Софіко Чіаурелі в картині «Кілька інтерв'ю з особистих питань» (1978). Софію Ротару у фільмі «Душа» (1981), Анні Жирардо у фільмі «Сюрприз Афродіти» (1981). Всього, згідно з фільмографії на сайті «Кинопоиск», Лариса Даніліна брала участь в озвучуванні понад 200 радянських та зарубіжних кінофільмів.
У 2011 році Лариса Даніліна знялася в документальному фільмі «Легенди радянського кінодубляжу (виходять з тіні)». Фільм побудований на інтерв'ю з майстрами озвучування іноземних фільмів часів СРСР і відкриває завісу над таємницями цієї кінопрофесії.

## Фільмографія
Акторські кінороботи:
- 1959 — «Сліди стираються з каміння» (короткометражний фільм) — Марет
- 1963 — «Сорок хвилин до світанку» (реж. Борис Рыцарєв) — Ніна
- 1964 — «Валера»
- 1965 — «Змова послів» (реж. Микола Розанцев) — співачка Дагмара
- 1965 — «Серце матері» (реж. Марк Донськой) — вчителька Раїса Романівна
- 1967 — «Першоросіяни» (реж. Євген Шифферс, Олександр Іванов) — революціонерка Люба Гремякина
- 1968 — «Ад'ютант його високоповажності» (реж. Євген Ташков) Зв'язкова Наташа.
- 1969 — «Головний свідок» (реж. Аїда Манасарова) — Софія
- 1970 — «Гукати всіх нагору!»
- 1972 — «Вогники»
- 1974 — «Шукаю мою долю»
- 1975 — «Селянський син» (реж. Ірина Тарковська) — мати Кості
- 1978 — «Подарунок чорного чаклуна» (реж. Борис Рыцарев) — Мотря
- 1979 — «Москва сльозам не вірить» (реж. Володимир Меньшов) — наречена
- 1980 — «Там, за сімома горами»
- 1981 — «Душа»
- 1983 — «Озирнись»
- 1984 — «Смуга перешкод»
- 1989 — «У бору брусниця» (реж. Євген Васильєв) — Варвара і дочка Варвари
- 1990 — «Футболіст»
- 1990 — «Розп'яті»
- 1991 — «Поки грім не вдарить»
- 1992 — «Гонгофер»
- 1992/2006 — «Тихий Дон» (реж. Сергій Бондарчук) — тітка Аксінні

## Йога
У 1960 році у актриси з'явилося нове захоплення — йога. Актриса хотіла впоратися з нападами мігрені. З 1991 року вона займається йогою за системою індійського вчителя Б. К. С. Айенгара. Через 4 роки, ставши дипломованим викладачем, остаточно припиняє акторську кар'єру й починає викладати у власній студії йоги на Арбаті в Москві.